# Anton Bylin
Anton Henry Bylin, född 10 september 2000 i Sundsvall, är en svensk politiker (miljöpartist). Bylin är sedan 8 februari 2025 språkrör för Grön Ungdom tillsammans med Hanna Lindqvist.

## Politisk karriär
Bylin började sitt engagemang i Fridays for Future i Sundsvall. Efter det tog han klivet in i partipolitiken och var aktiv i MP Västernorrland. Sitt första politiska uppdrag på nationell nivå var som språkrör för studentförbundet Gröna Studenter. 
Han valdes till språkrör för Grön Ungdom efter att ha ställt upp mot valberedningens förslag och vunnit ombudens röster. På samma riksårsmöte fick han igenom motionen med namnet "Das Kapital" som innehåller flera förslag om högre skatt på kapital, bland annat återinförd fastighetsskatt.